# Claude Grivolas
Pour les articles homonymes, voir Grivolas.
Claude Agricole Louis Grivolas (Avignon, 6 mai 1855 - Saint-Cloud, 7 novembre 1938) était un industriel, financier, et directeur de la photographie français.

## Biographie
Il appartient a la famille Grivolas, dynastie avignonnais de la petite ou moyenne bourgeoisie liée à l'industrie de la soie, aux arts, et aux félibres.
Claude Grivolas tenait d'usines de caméras et il fut aussi financier des frères Pathé.